# Phobay Kutu-Akoi
Phobay Kutu-Akoi (sinh ngày 3 tháng 12 năm 1987 tại Monrovia, Liberia) là một vận động viên người Liberia thi đấu trong các nội dung chạy nước rút. Cô đại diện cho đất nước của mình trong 200 mét tại Thế vận hội mùa hè 2012. Cô là người mang cờ của Liberia trong lễ khai mạc. Cô cũng đã tham dự một giải vô địch thế giới ngoài trời và một trong nhà.

## Thành tích giải đấu
| Năm                  | Giải đấu                   | Địa điểm                | Thứ hạng             | Nội dung             | Chú thích            |
| Representing Liberia | Representing Liberia       | Representing Liberia    | Representing Liberia | Representing Liberia | Representing Liberia |
| -------------------- | -------------------------- | ----------------------- | -------------------- | -------------------- | -------------------- |
| 2010                 | African Championships      | Nairobi, Kenya          | 11th (sf)            | 100 m                | 12.10                |
| 2011                 | World Championships        | Daegu, South Korea      | 36th (h)             | 100 m                | 11.60                |
| 2012                 | African Championships      | Porto Novo, Benin       | 5th (sf)             | 100 m                | 11.741               |
| 2012                 | African Championships      | Porto Novo, Benin       | 5th (h)              | 200 m                | 23.892               |
| 2012                 | African Championships      | Porto Novo, Benin       | 5th                  | 4 × 400 m relay      | 3:33.24              |
| 2012                 | Olympic Games              | London, United Kingdom  | 42nd (h)             | 100 m                | 11.52                |
| 2016                 | World Indoor Championships | Portland, United States | 35th (h)             | 60 m                 | 7.56                 |

1 Không bắt đầu trong trận chung kết
2 Không bắt đầu trong trận bán kết

## Thành tích cá nhân tốt nhất
Ngoài trời
- 100 mét - 11,37 (+2.0 m/s, San Marcos 2012)
- 200 mét - 23,89 (-0,2 m/s, Porto Novo 2012)

Trong nhà
- 60 mét - 7,41 (Norman 2012)